# 岡山県道253号可真上山陽線
岡山県道253号可真上山陽線（おかやまけんどう253ごう かまかみさんようせん）は、岡山県赤磐市を通る一般県道である。

## 概要

### 路線データ
- 起点：岡山県赤磐市桜が丘東6丁目[要検証 – ノート]（岡山県道403号町苅田熊山線交点）
- 終点：岡山県赤磐市下市（新下市交差点、岡山県道27号岡山吉井線交点、岡山県道37号西大寺山陽線終点）

## 地理

### 通過する自治体
- 岡山県
  - 赤磐市

### 交差する道路
| 交差する道路                                    | 交差する場所  | 交差する場所        |
| ----------------------------------------------- | ------------- | ------------------- |
| 岡山県道403号町苅田熊山線                       | 桜が丘東6丁目 | 起点                |
| 岡山県道27号岡山吉井線 岡山県道37号西大寺山陽線 | 下市          | 新下市交差点 / 終点 |

### 沿線
- 赤磐市立桜が丘小学校（起点付近）
- 赤磐市立山陽東小学校
- 岡山ネオポリス